# Hôtel de ville de Jyväskylä
L'hôtel de ville de Jyväskylä (finnois : Jyväskylän kaupungintalo) est un bâtiment du quartier central de Jyväskylä en Finlande.

## Histoire
Conçu par Karl Viktor Reinius, l'édifice est construit en 1899, en bordure du parc de l'église. C'est l'un des premiers bâtiments en pierre de Jyväskylä.

## Structure
L'édifice est de style néo-Renaissance.

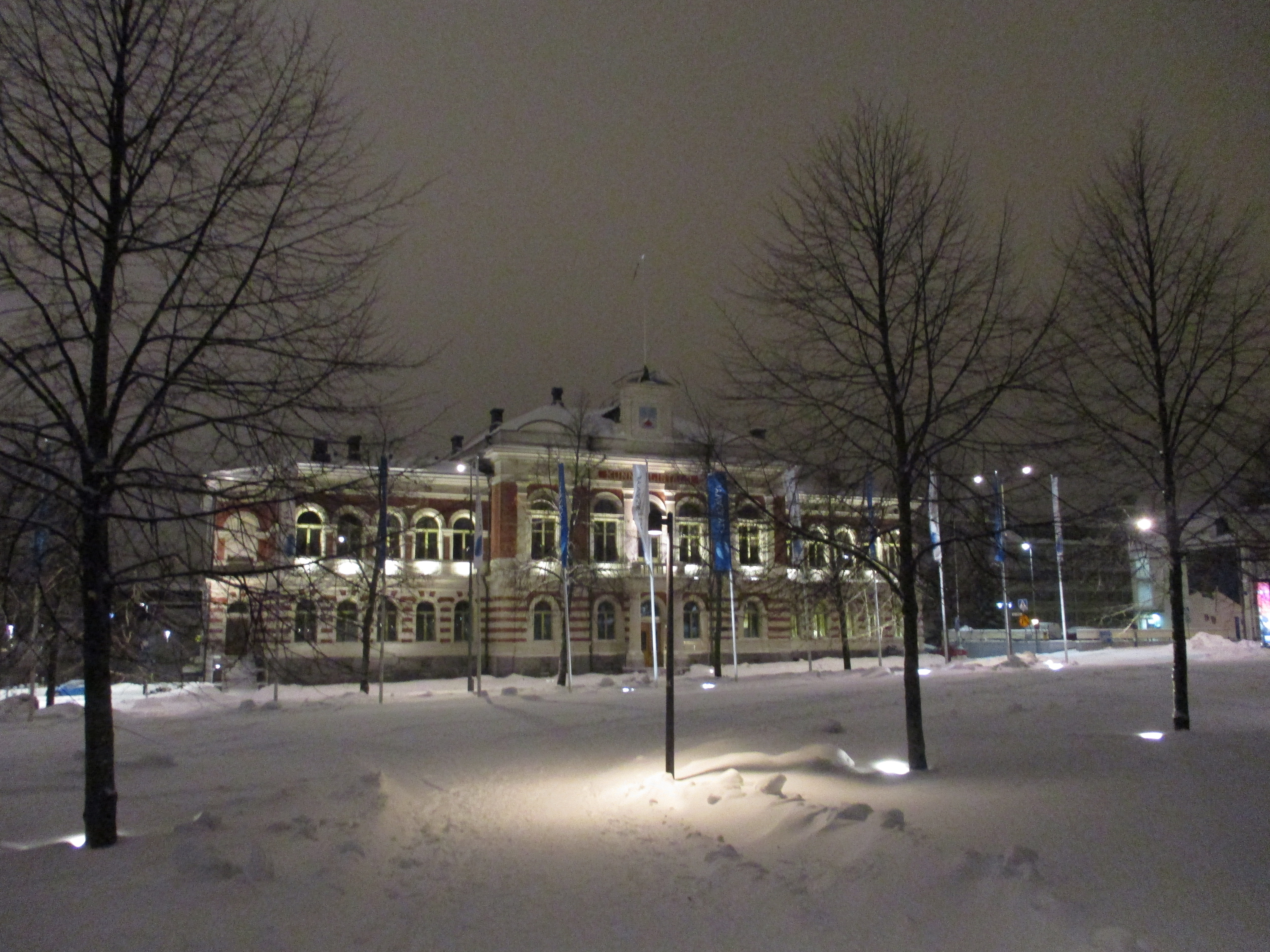
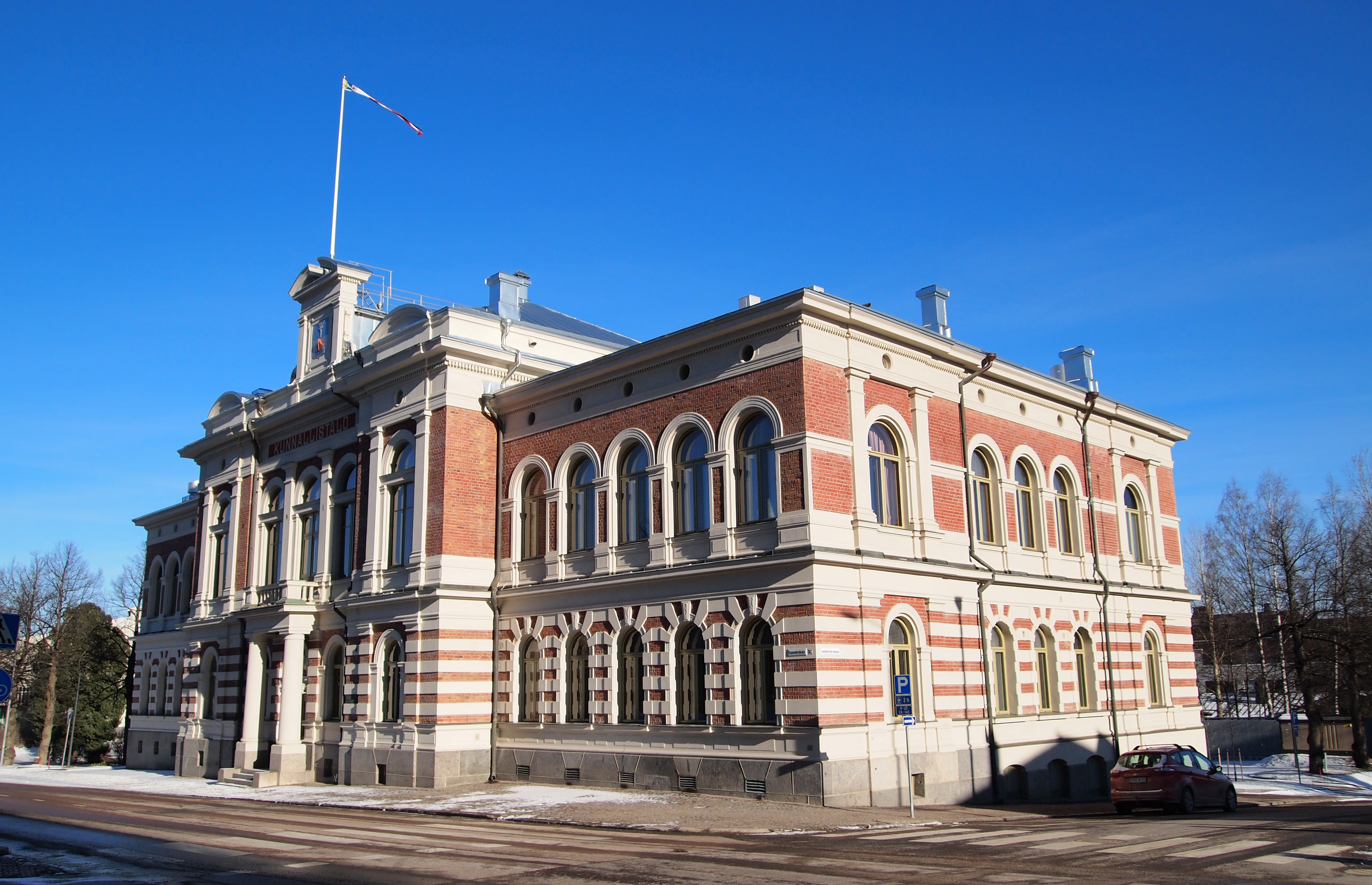
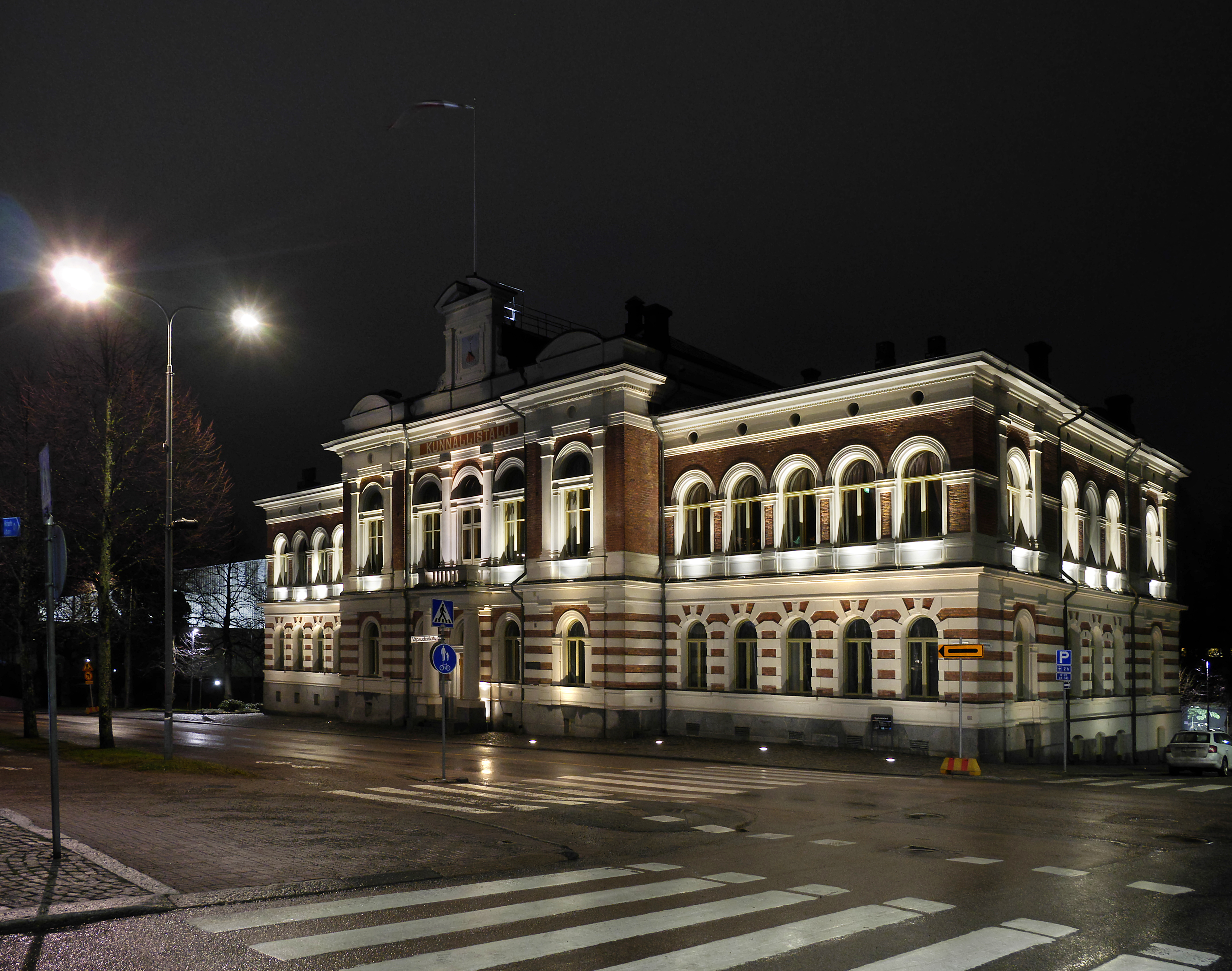